# Österbymo
Österbymo é uma pequena cidade da província histórica de Östergötland.
 
A cidade tem 923 habitantes (2018) e é a sede do município de Ydre, no condado de Östergötland, situado no sul da Suécia.
Österbymo é a sede de comuna com menos população de todo o país.

Está situada a 35 km a sudeste da cidade de Tranås.

## Etimologia e uso
O nome geográfico Österbymo deriva das palavras Österby (nome de uma aldeia com mercado) e mo (terreno arenoso).
A aldeia está mencionada como Österby em 1381, e a aldeia com mercado como "Österby moen", em 1720.

## Economia
Apesar da sua reduzida população, a economia de Österbymo é caracterizada pela existência de muitos pequenos empresários na comuna: 18% dos habitantes, nos mais variados ramos, têm 650 empresas, entre as quais p.ex. Camfil (filtros metálicos), Träullit (material de construção) e  Ydre-Grinden (equipamento de estábulos). 
A localidade dispões de uma pré-escola, uma escola básica, um centro dos tempos livres e uma estação de reciclagem.

## Património cultural
- Ydre Riksteater (Teatro Nacional de Ydre; teatro, cinema, dança, drama; fundado em 1985) [6]

## Património turístico
Um ponto turístico domina a povoação:

- Smedstorps dubbelgård (propriedade rural do século XVIII nos arredores de Österbymo; reserva cultural e construções históricas)

## Desporto
Österbymo possui um clube desportivo:
- IFK Österbymo (futebol) [4]

## Galeria

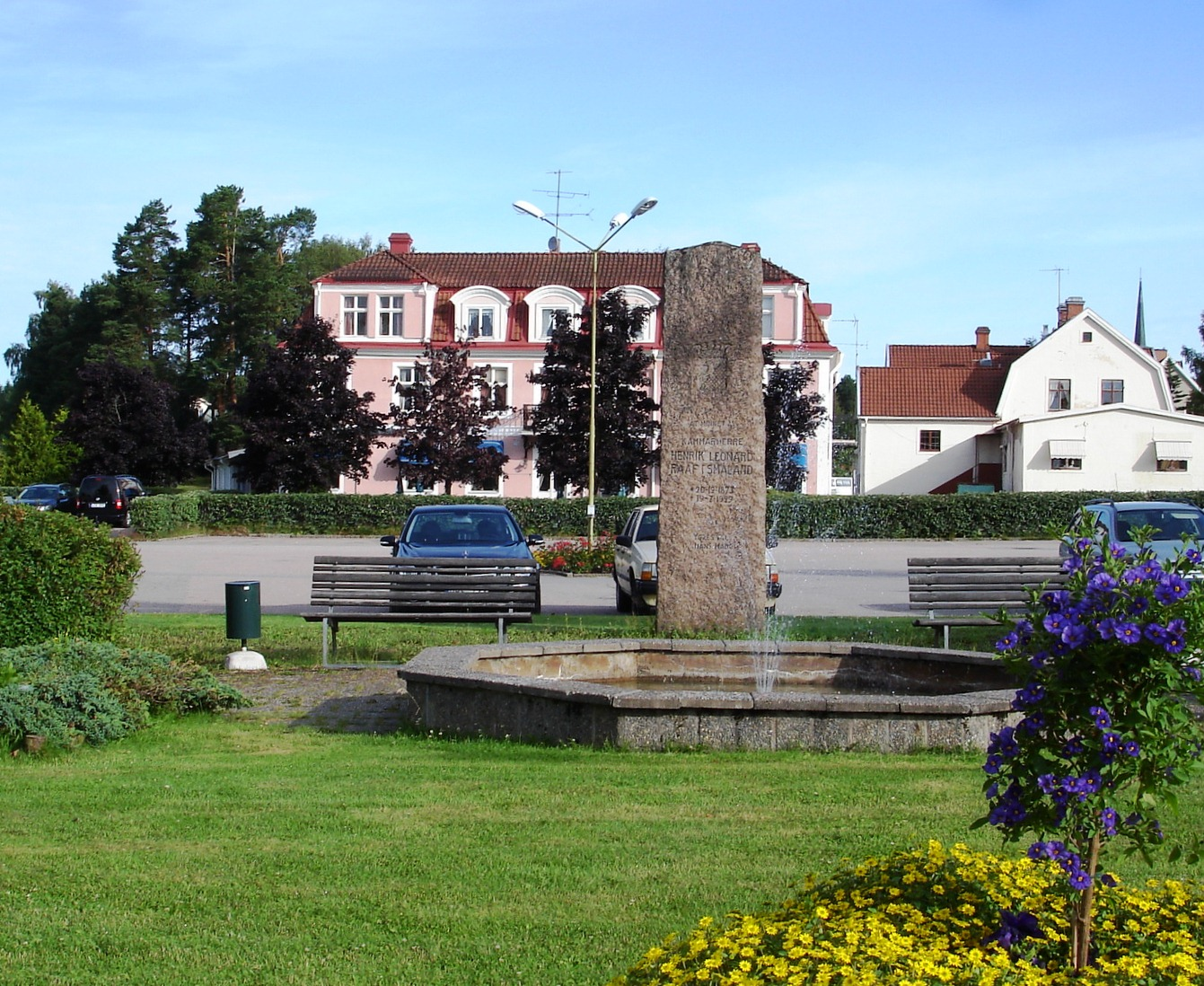
Centro de Österbymo
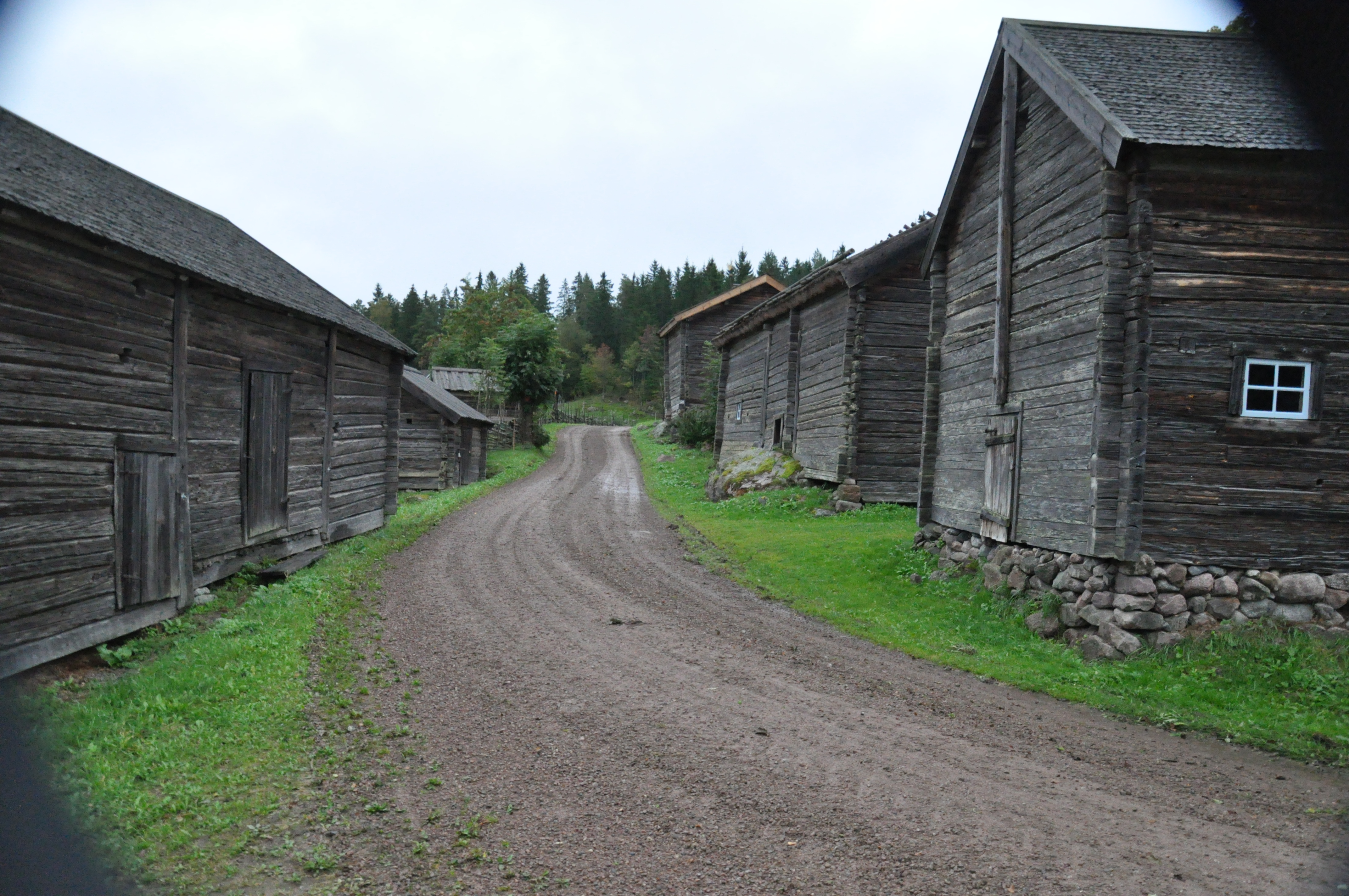
Smedstorps dubbelgård